# Muizz ud-Dîn Kaiqûbâd
Muizz ud-Dîn Kaiqûbâd, dixième sultan de Delhi de la dynastie des esclaves de 1287 à sa mort en 1290.

## Biographie
Fils de Khan Bughra, gouverneur du Bengale, il succède à son grand-père Balbân, porté au pouvoir par les nobles turcs, contre les vœux du défunt qui avait désigné le fils de Muhammad Shâh, le fils ainé et préféré de Balbân. Âgé de dix-sept ou dix-huit ans lors de son accession au trône, il mène avec sa cour une vie de plaisir, en contraste avec l'austérité prônée par son grand-père, sans trop se soucier des affaires de l'État. Le pouvoir tombe dans les mains du ministre Nizam-ud-din. L'administration et le système défensif de fortifications établis par Balbân permet à l'empire de résister aux incursions des Mongols.
Dès le mois de février 1288, son père Bughra lève une importante armée, entre au Bihar et menace Delhi. Son fils, entrainé par Nizam-ud-din, porte ses forces contre lui. Les deux armées se rencontrent près de la rivière Saryu, mais le combat n'a pas lieu et un traité est signé entre le père et le fils qui reconnait l'indépendance du Bengale.
Après quatre ans de règne sous l'influence de son ministre Nizam-ud-din, Kaiqûbâd est victime d'un accident vasculaire cérébral. Paralysé, il est assassiné en juin 1290 par le clan des Khaldjî révolté. Son fils âgé de trois ans, Kayumars, lui succède pendant quelques jours mais est finalement renversé le 13 juin 1290 par un vieil officier de Balbân, Khaldji Firuz Chah qui prend le nom de Jalâl ud-Dîn Fîrûz Khaljî et fonde la dynastie des Khaldjî.

## Sources
- History of Delhi Sultanate, par M.H. Syed Publié par Anmol Publications PVT. LTD., 2004  (ISBN 812611830X et 9788126118304)
- History of Medieval India: From 1000 A.D. to 1707 A.D., par Radhey Shyam Chaurasia Publié par Atlantic Publishers & Distributors, 2002  (ISBN 8126901233 et 9788126901234)